# Angels Landing
Angels Landing, vroeger de Temple of Aeolus genoemd, is een 454 meter hoge rotsformatie in Zion National Park, in het zuidwesten van de Amerikaanse staat Utah. De top ligt op 1.765 meter boven zeeniveau.
Er loopt een in 1926 uitgekapt pad naar de top van Angels Landing, vanwaar bezoekers een spectaculair uitzicht hebben over de Zion Canyon. 
Het pad naar Angels Landing is 2,5 mijl (4,0 km) lang met een hoogteverschil van ongeveer 460 meter en wordt geclassificeerd als moeilijkheidsgraad 3 volgens het Yosemite Decimal System. De route begint bij de Grotto en volgt deels de Virgin River, waarna een steile, verharde klim volgt met de beroemde 21 haarspeldbochten van Walter's Wiggles. Vanaf Scout Lookout kunnen ervaren wandelaars via een smal, steil pad met kettingen het laatste halve mijl naar de top op 1.760 meter hoogte beklimmen. Vanwege de vele ongelukken zijn sinds 2022 permits verplicht voor het laatste deel. De trail staat sinds 1987 op het National Register of Historic Places. De wandeling geldt als risicovol en de National Park Service raadt de wandeling af voor kinderen. 

## Incidenten en Veiligheid
Angels Landing wordt beschouwd als een van de meest uitdagende en gevaarlijke wandelroutes in Zion National Park. Door de steile afgronden en smalle bergkammen zijn er meerdere dodelijke ongevallen gebeurd. Sinds 2000 zijn er tot en met 2025 minstens 16 sterfgevallen gemeld op of nabij Angels Landing.
Vanwege de moeilijkheidsgraad heeft de National Park Service een seizoensgebonden vergunningensysteem ingevoerd om de veiligheid te verbeteren en de drukte op het pad te reguleren. Naast de geregistreerde sterfgevallen zijn er talrijke reddingsoperaties uitgevoerd voor wandelaars die vast kwamen te zitten of medische problemen ondervonden, hoewel exacte cijfers over niet-dodelijke incidenten niet consequent worden bijgehouden.

## Klimaat
Angels Landing ligt in een koud semi-aride klimaat volgens de Köppen-classificatie, met koude winters en de meeste neerslag in lente en zomer. Het gebied ontvangt minder dan 250 millimeter regen per jaar en kent doorgaans lichte sneeuwval in de winter, waarbij vooral de lente en herfst de beste seizoenen zijn om te bezoeken.

## Fotogalerij

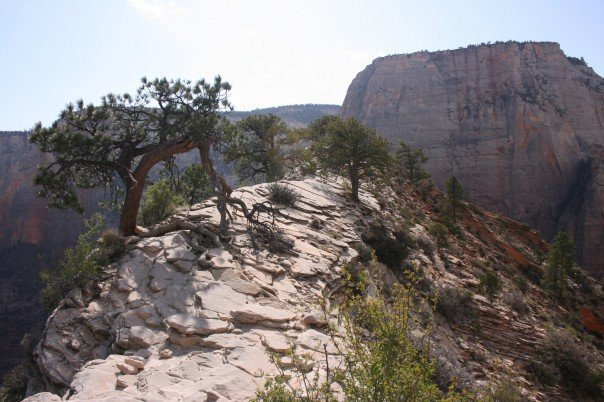
Boven op Angels Landing
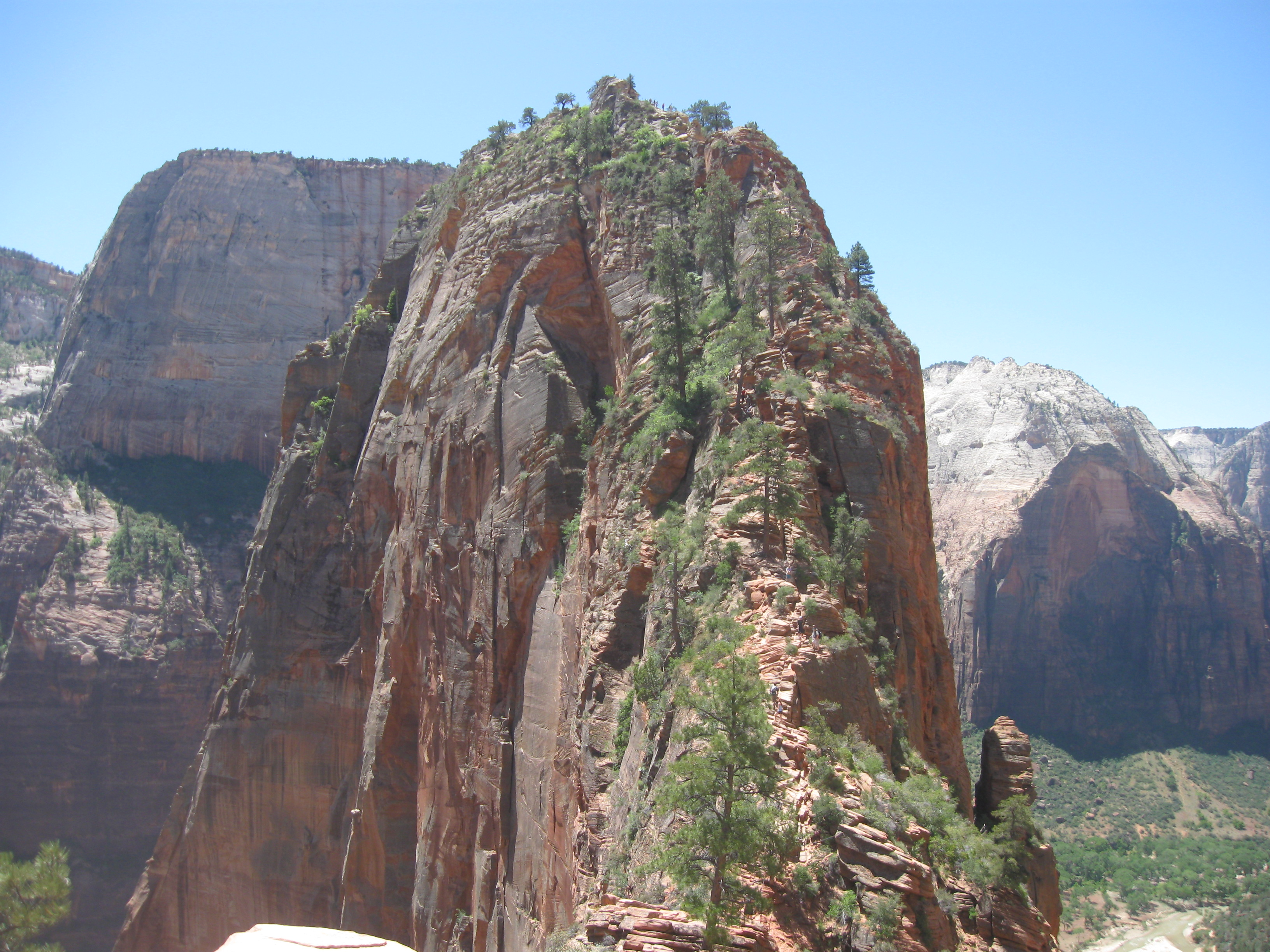
Zicht op de piek
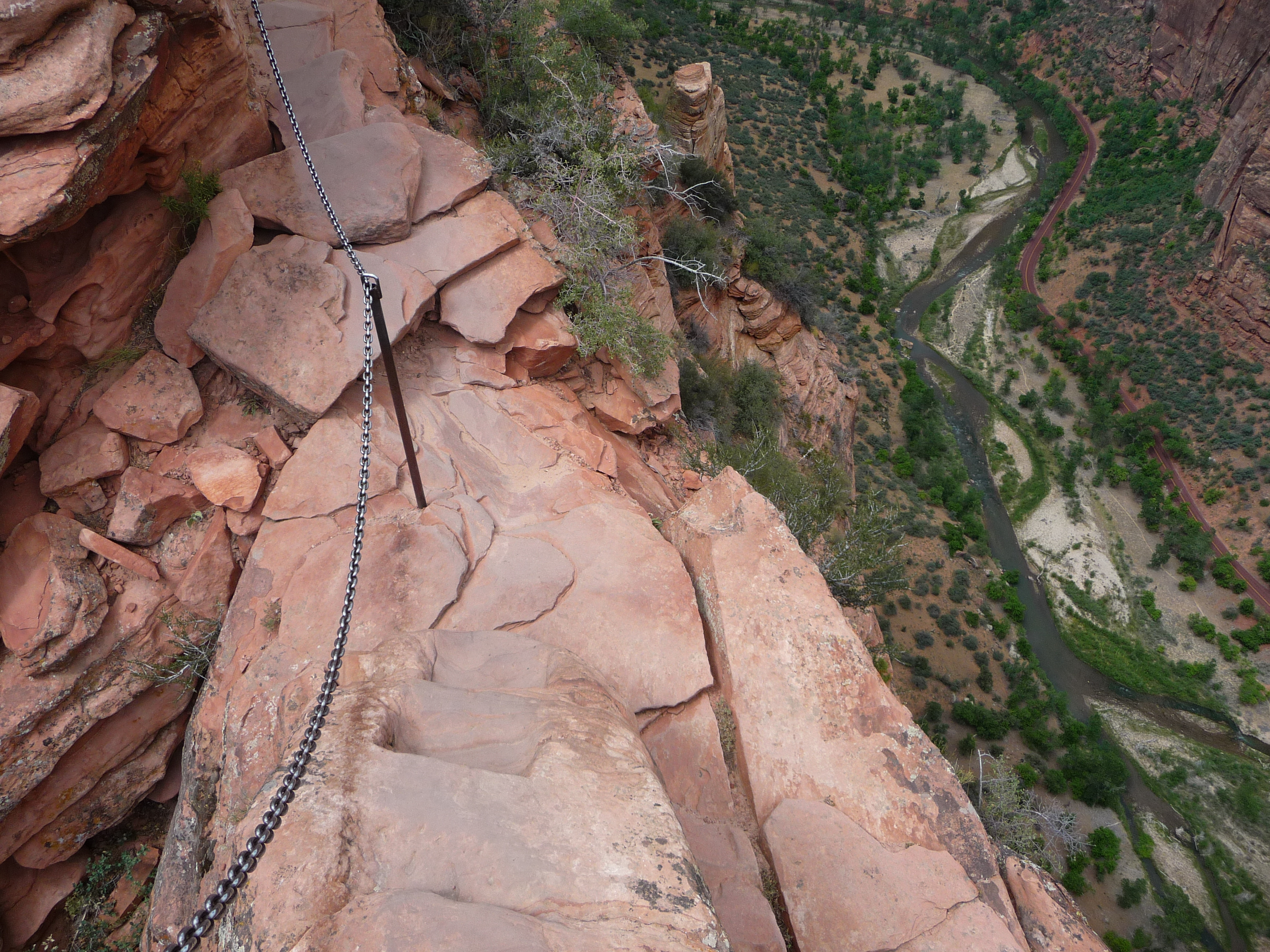
Een blik naar beneden vanaf het steile pad
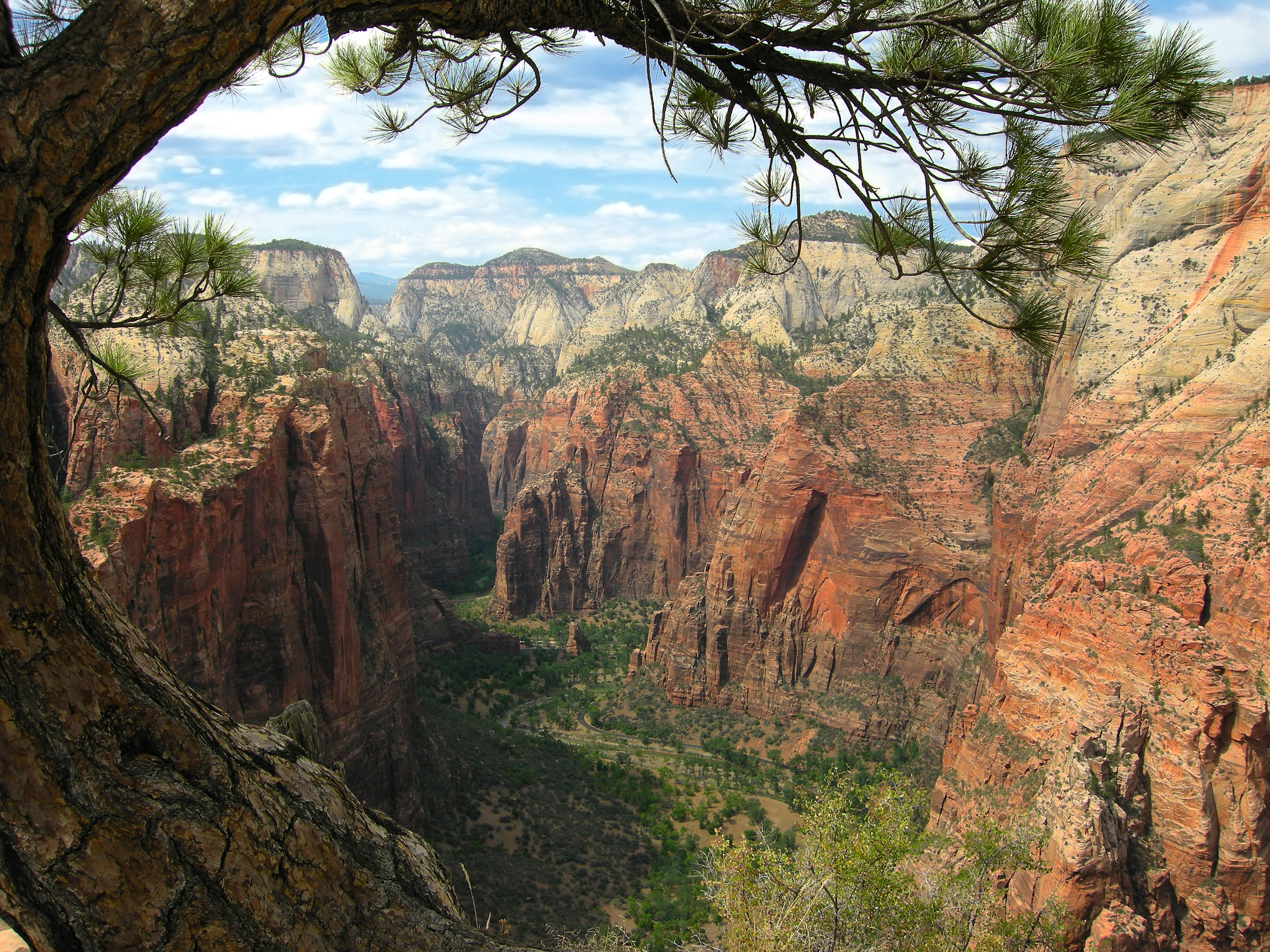
Noordwaarts uitzicht vanaf het wandelpad
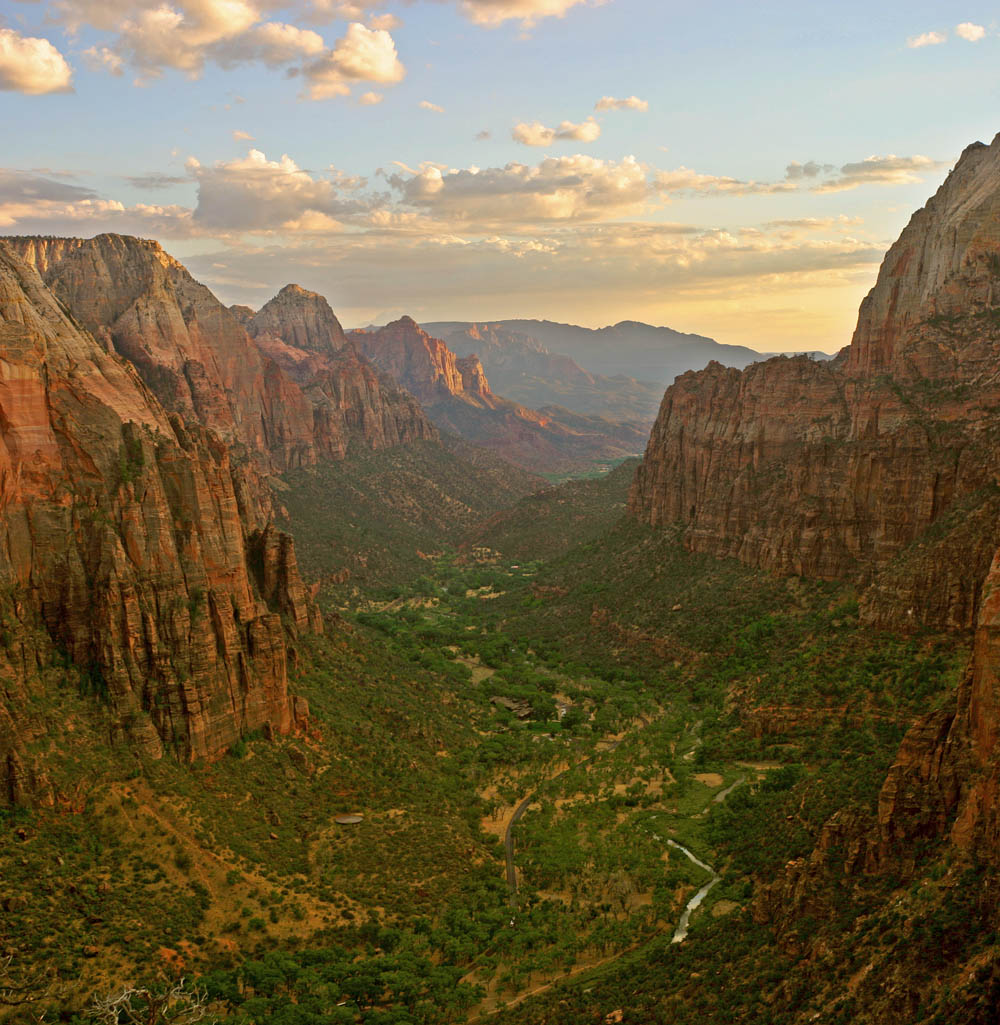
Uitzicht over de Zion Canyon vanaf Angels Landing